# Munster (Niemcy)
Munster – miasto w Niemczech, w kraju związkowym Dolna Saksonia, w powiecie Heidekreis.

## Położenie
Munster leży centralnie usytuowane na rozległych wrzosowiskach Pustaci Lüneburskiej nad rzeką Örtze. Miasto położone jest pośrodku między Hamburgiem a Hanowerem, ale na uboczu głównych szlaków komunikacyjnych (ok. 10 km od autostrady A7). Znane jest przede wszystkim z sąsiadujących z miastem dwóch wielkich poligonów. Z tego powodu zachowało ono raczej prowincjonalny charakter w odróżnieniu od nieodległego Soltau, leżącego przy autostradzie. Obecność poligonów i w związku z tym żołnierzy powoduje stagnację miasta.

## Kultura
W mieście znajduje się muzeum wojskowe Deutsches Panzermuseum.
Godny zwiedzenia jest kościół Św. Urbana (St.-Urbani-Kirche) z XIV wieku.

## Współpraca
Miejscowości partnerskie Munsteru to:
- Éragny, Francja
- Мичуринск (Miczuryńsk), Rosja
- Radcliff, USA